# یامکی (استان ماسوویان)
یامکی (به لاتین: Jamki) یک روستا در لهستان است که در گمینا پوتووروو واقع شده‌است. یامکی ۴۰ نفر جمعیت دارد.